# スリルドライブ
『スリルドライブ』は、コナミが発売したレースゲームである。なお、外国版のポスターなどでは「FAST-PACED ACTION!」と記されている。
1998年に初代『スリルドライブ』がアーケードゲームとしてリリース。その後、2001年に『スリルドライブ2』が、2005年に『スリルドライブ3』と現在3作リリースされている。

## ゲーム概要
交通事故をシミュレートしている点が特徴であり、他の一般車等に接触するなどすると損害賠償金（ゲーム内での金額）が加算されていく。また、路外転落や追突、踏切事故等の大惨事を起こした際には、事故の瞬間の映像が絶叫と共に流れ、莫大な損害賠償金が加算される。事故を起こした後は破損したままの車を走らせる事になる（初代では事故後に修理される）。損害賠償金は日本版では円単位だが、海外版ではそれぞれの地域の通貨単位となっている。
本来は一般車を避けながらできるだけ早くゴールに到達することが目的のゲームであるが、ランキングにはハイスコアだけでなく損害賠償金も表示されるため、故意に大事故を連発して損害賠償金をより多く積み上げ、賠償額の多さを競う遊び方があることも知られている。しかし大事故を連発するとタイムロスにつながるため、損害賠償金を積み上げるにしても高度なドライブテクニックが要求されることに変わりはない。
使用可能な車種にはセダンやバスなどといった自動車のほか、車ではないものも存在する。コースはアメリカ（道が広く、乗用車よりトラックが多いのが特徴。終盤に路面電車が出てくるコースでは、路面電車との接触を繰り返すことで高額の損害賠償金を狙いやすい。）、日本（交差点が多く、踏切があるのが特徴。踏切を横切る列車との接触は難度が高いが、成功すると高額の損害賠償金が発生する。）、ヨーロッパ（ロータリーや石畳の道路などが特徴）の3種類から選ぶ。
『スリルドライブ2』からは、時間や天候がコースによって異なっており、より困難な状況での走行を強いられる。『スリルドライブ3』では、シチュエーションが選べるようになっている。また、隠しコマンドを入力することで、状況をさらに悪化させて難易度を高くすることも可能である。
『スリルドライブ3』ではコース上にショップが出現し、プレイヤーがショップを通過することで自車を変更する等様々なアクションが発生するようになった。その際にかかる代金は損害賠償金に加算される。また、交通違反の点数もあり、スピード違反以外のプレイヤーの違反状況に応じて点数が加算される。
画面上部にはプレイヤーの運転スタイルを示す六角形のグラフが表示され、走行中リアルタイムに変化していき、ゲーム終了時のプレイヤーの運転テクニック表示の時にも表示される（初代のみ最後のプレイヤーの運転テクニック表示の時だけしか写っていない）。各作品における項目の種類は以下の通りである（一番上の項目から時計回り）。
スリルドライブ
- 運動神経
- 大胆さ
- かっこよさ
- I.Q
- 向上心
- モラル

スリルドライブ2
- モラル
- 向上心
- カッコ良さ
- 大胆さ
- 運動神経
- I.Q

スリルドライブ3
- 運動神経
- 体調
- 大胆さ
- カッコ良さ
- 好奇心
- I.Q

ゲーム終了後にはゴールまでの道のり、損害賠償金の総額、罰点、ゲーム終了時のチャートによって、初代と『スリルドライブ2』は「A」-「E」の5段階、『スリルドライブ3』では「大吉」-「大凶」の6段階で運転技術が評価される。
ゴールタイムのランキングの他、最も損害賠償額が高かったプレイヤーの「WORST PLAYER RANKING」も表示される。

## 筐体及び使用システム基板
初代『スリルドライブ』、『スリルドライブ2』には1台で2シートのツイン通常筐体と、大画面とH型シフトを装備した一人用DX筐体が存在する。さらに、欧米では29インチモニタの一人用通常筐体が存在する。1作目で使用されているシステム基板は同社の『レーシングジャム』で使用されていたコナミ『NWK-TRシステム』を使用。2作目で使用されているシステム基板は当時同社のアーケードゲームで広く使用されていたコナミ『Viperシステム』。
『スリルドライブ3』では1台2シートの新規設計のツイン通常筐体が使用された。この筐体には新たにシートベルトが取り付けられ、事故が発生した時に少しきつく締まるようになっている。シートベルトを外した状態でもプレイできるが、事故を起こすとしばらく画面がぼやけた状態になる。3作目で使用されているシステム基板は、PlayStation 2をベースにハードディスクドライブを追加搭載したコナミ『Python』である。

## 収録車種
メーカー名や車名の実名は登場していない。

### 『スリルドライブ』の収録車種
- コンパクト
  - ハッチバック
  - オープンカー
- スタンダード
  - セダン（外国版とは少し形が違う）
  - ワゴン
  - クーペ
- プロ
  - トラック
  - スリドラ観光バス
- 隠し車種
  - 牛（アメリカを選択した時）
  - 外国人男性（ヨーロッパを選択した時）
  - 女子高生（日本を選択した時）

### 『スリルドライブ2』の収録車種
- コンパクト
  - ハッチバック（前作と同様）
  - オープンカー（前作と同様）
- スタンダード
  - タクシー（前作のセダン）
  - ワゴン（前作と同様）
  - クーペ（色が青から赤に変更された）
  - パトロールカー（選択しても他の警察車には追われる）
- ラージ
  - トラック（前作と同様）
  - スリドラ観光バス（前作と同様）
  - トレーラーヘッド
- 隠し車種
  - F1カー（スタンダード扱い）
  - 装甲車（ラージ扱い）

### 『スリルドライブ3』の収録車種
- スタンダード
  - スモール（小回りが全車種の中で最も効く反面耐久度は低め）
  - ミニバン（小回りは効くがスモール程でもなく、多少アンダー傾向が強い）
  - カントリー（イージー車の中では多少操作に癖があるが悪路路面では効果を発揮する）
  - ピックアップ（ドリフトタイプなため滑りやすいが同タイプ内では滑りがマシな方である）
  - スポーツ（外見はオープンカー。ピックアップ同様ドリフトタイプに分類。滑りがそれに比べ強め）
  - セダン（全ての性能にバランスが取れたオールラウンドな車）
  - ワンボックス（スタンダード車の中では大きめ）
- ラージ
  - スリル観光高速バス（アンダー傾向が強く曲がりにくい）
  - タンクローリー（事故時、トレーラーが外れることがある。ちなみに当たり判定はトレーラーヘッドにしかない。つまり対戦プレイ時、他のプレイヤー車がタンク部分に接触するとそれを何事も無かったかのように擦りぬける）
  - クレーン車（バス同様アンダー傾向が強く曲がりにくい）
- 隠し車種
  - あひるちゃん（ロールが非常に大きく、事故時に特殊な演出が発生する。警察の注意喚起が「そこのあひるちゃん止まりなさい！」「あひるちゃん！シートベルトをしていませんね！」になる。隠し車種で運転した際に新車ディーラーを通過するとあひるちゃんに乗り替わる場合もある）
  - ホバークラフト（滑りやすいのが特徴。一度ハンドルを軽く振るだけでもかなり滑ってしまう）
  - クラシックカー（最高速と加速が高い。ハンドリングはドリフトタイプに分類される）

## 警察車両
全作品、全てのコースの特定の場所で、必ずパトカーが出現する。それぞれの国のパトカーでサイレン音、カラーリングが異なっているなどの違いがある。『スリルドライブ3』からはサイレン音と同時に、コースでの母国語（因みにヨーロッパコースはフランス語）で停止を命じるようになった。パトカーに接触しても、賠償金には加算されない。『スリルドライブ3』では緊急車両を妨害したとして減点され、シートベルトを装着せずに追跡されると、「シートベルト装着義務違反」としても減点される。

## 最新作
2007年には最新作の『スリルドライブ4』が稼働する予定となっていたが、2006年7月に実施されたロケテストを最後に表立った動きはなく日本国内での展開を中止している。同ロケテスト時では、「ニトロ」が使用できる、ブレーキ力の上昇、一定時間中何かに触れると即事故判定扱い、事故時の賠償金額が増加という4種類のアイテム（道路上に点在）が使用できた。その後日本国内での販売はされなかったが、同作を元に海外では『CRAZY STREETS』というタイトルで正式稼働している。

## 備考
- 1作目では事故を起こすたびに天候が変わる。(無事故…晴れ→ 事故1回〜2回…曇り→ 3回目以降…雷雲)
- 筐体の上部等に「このゲームに登場する過激な表現は全てフィクションです。実際の運転では、絶対に真似をしないでください」という注意書きが掲げられている。
- 1作目のゲームシステム内に「DRIVER ANIMATION」という項目があり、これを「HARD」から「MILD」に変更すると事故を起こした時の車内アクションが変わる。「HARD＝フロントガラスを突き破りグッタリする」「MILD＝事故を起こした事に後悔するように頭を掻く」
- 1作目ロケテスト時は対人事故（歩行者やバイクへの接触事故）があり、賠償額も人身事故として高額に設定されていたが本稼動時には歩行者は超高速でスリルドライバーの車を回避するようになり、バイクはランク上昇状態で接触しても決して転ばない硬さになった。なお、これに関して1作目の公式サイトのQ&Aの回答曰く、「あの要素の事は忘れてほしい」とのこと[2]。
- 一部の効果音は『GTI Club supermini Festa!』にも使用されている。
- 2作目の『日本』コースでは、ゴール直前の交差点に違法改造車（日産・スカイライン）が点在する。
- 3作目ではバックミラーが廃止されており、ドライバー視点時の後方の確認が出来なくなった。
- 3作目で、電車や事故を起こしたライバル車に時速10km/h以下の低速でも触れただけで事故判定になる為、触れないように避ける必要がある。